# Saint-Denis-sur-Huisne
Saint-Denis-sur-Huisne is een gemeente in het Franse departement Orne (regio Normandië) en telt 61 inwoners (2009). De plaats maakt deel uit van het arrondissement Mortagne-au-Perche.

## Geografie
De oppervlakte van Saint-Denis-sur-Huisne bedraagt 4,6 km², de bevolkingsdichtheid is dus 13,3 inwoners per km².
De onderstaande kaart toont de ligging van Saint-Denis-sur-Huisne met de belangrijkste infrastructuur en aangrenzende gemeenten.

## Demografie
Onderstaande figuur toont het verloop van het inwonertal (bron: INSEE-tellingen).